# Ernst Maisel
Ernst Maisel, född 16 september 1896 i Landau in der Pfalz, död 16 december 1978 i Schönau am Königssee, var en tysk generallöjtnant. År 1942 erhöll han Riddarkorset av Järnkorset. 

## Biografi
Maisel var befälhavare för 42:a infanteriregementet från maj 1941 till september 1942 och stred i Jugoslavien. Mellan oktober 1944 och maj 1945 var han ställföreträdande chef för Heerespersonalamt, som var Wehrmachts personalavdelning.

### Rommels död
Den 20 juli 1944 förövade överste Claus Schenk von Stauffenberg ett attentat mot Adolf Hitler i dennes högkvarter Varglyan. Hitler överlevde attentatet och utkrävde hämnd mot de sammansvurna. Generalfältmarskalk Erwin Rommel utpekades som en av konspiratörerna bakom 20 juli-attentatet. Tillsammans med Wilhelm Burgdorf, som var Wehrmachts chefsadjutant hos Hitler, besökte Maisel Rommel i dennes bostad i Herrlingen och ställde honom inför valet att ställas inför Folkdomstolen och riskera dödsstraff eller att begå självmord. Rommel valde det senare och Burgdorf försåg honom med en kapsel med cyankalium.